# اچ‌ام‌اس آرچر (۱۹۱۱)
اچ‌ام‌اس آرچر (۱۹۱۱) (به انگلیسی: HMS Archer (1911)) یک کشتی بود که طول آن ۷۵ متر (۲۴۶ فوت) بود. این کشتی در سال ۱۹۱۱ ساخته شد.